# Spies & Glistrup
Spies & Glistrup är en dansk dramafilm från 2013 i regi av Christoffer Boe, med Pilou Asbæk och Nicolas Bro i huvudrollerna. Den handlar om affärsmannen Simon Spies och advokaten och politikern Mogens Glistrup. Filmen utspelar sig från 1965 till 1984 och skildrar de två männens vänskap.
Filmen tilldelades det danska filmpriset Robert i fyra kategorier.

## Medverkande
- Pilou Asbæk som Simon Spies
- Nicolas Bro som Mogens Glistrup
- Trine Pallesen som Lene Glistrup
- Jesper Christensen som Dommer Bergsøe
- Martin Hestbæk som Robert Koch-Nielsen
- Linda Avanu som Miss Cynthia
- Morten Hebsgaard som Holger Dam
- Jakob Højlev Jørgensen som Jurij Moskvitin
- Kasper Leisner som Jan Schmidt
- Camilla Lehmann som Inger Weile
- Thomas Corneliussen som Ragnar Jensen
- Sarah-Sita Lassen som Lilian
- Marie Tourell Søderberg som Janni
- Frederik Tolstrup som Pedro

## Visningar
Filmen hade dansk biopremiär 29 augusti 2013. Den visades bland annat vid Toronto International Film Festival och Stockholms filmfestival 2013. Den gavs ut på hemvideo i Sverige 4 november 2014.

## Mottagande

### Recensioner
Ekstra Bladets Henrik Queitsch skrev att det är "mycket svårt att känna sympati" för huvudpersonerna "och att det därför blir en film man mer betraktar än egentligen upplever". Queitsch skrev om huvudrollsinnehavarna Asbæk och Bro: "De utkämpar bägge en tapper kamp för att skapa liv bakom maskerna (och penisattrappen), oftast med stor framgång. Men är också så våldsamma i sin framtoning att de reducerar alla andra till statister."
I Ekko skrev Morten Piil: "politisk korrekthet kommer man lyckligtvis inte långt med när man utsätter sig för denna berättar- och anekdotglada film". Piil skrev att det knappast är "en ren tillfällighet att regissören heter Christoffer Boe, för som ung var han starkt anstruken av ultraliberala tankar och bidrog till tidskriften Libertas på den yttersta anarkistiska högerkanten", men "trots all solidaritet skonar Christoffer Boe inte sina 'hjältar' på deras väg nedför branten". Piil skrev om utförandet: "Det är elegant gjort, och filmen är som helhet en lyckad debut i mainstreamgenren för Boe, som för första gången skippar raffinerade meta-lager och manisk urspårning som dominerande element".

### Utmärkelser
Filmen tilldelades Robert för bästa manliga biroll (Nicolas Bro), scenografi (Thomas Greve), kostym (Manon Rasmussen) och smink (Thomas Foldberg, Morten Jacobsen och Lone Bidstrup Knudsen). Den var också nominerad för bästa film, manus, manliga huvudroll (Pilou Asbæk), kvinnliga biroll (Trine Pallesen), fotograf, klippare, ljuddesigner (Morten Green), originalmusik, visuella effekter (Jeppe Bingestam och Toke Blicher Møller) och publikpriset.